# تشارلز إدوارد جونستون
تشارلز إدوارد جونستون هو سياسي كندي، ولد في 12 فبراير 1899 في بلدة باي ميلز في الولايات المتحدة، وتوفي في 1 ديسمبر 1971 في هيوستن في الولايات المتحدة. حزبياً، نشط في Social Credit Party of Canada ‏. وقد انتخب عضو الجمعية التشريعية ألبرتا وانتخب عضو مجلس العموم الكندي.